# Plecoptera gammoides
Plecoptera gammoides är en fjärilsart som beskrevs av Walker 1858. Plecoptera gammoides ingår i släktet Plecoptera och familjen nattflyn. Inga underarter finns listade i Catalogue of Life.